# Вја Маркацан (Верона)
Вја Маркацан је насеље у Италији у округу Верона, региону Венето.
Према процени из 2011. у насељу је живело 15 становника. Насеље се налази на надморској висини од 350 м.